# Science-Fiction-Jahr 1820
Übersicht

◄◄ | ◄ | 1816 | 1817 | 1818 | 1819 | Science-Fiction-Jahr 1820 | 1821 | 1822 | 1823 | 1824 | ► | ►►

Weitere Ereignisse

## Geboren
- Alfred Bate Richards († 1876)